# Nicolas Beaupré
Pour les articles homonymes, voir Beaupré.
Nicolas Beaupré, né en 1970 à Laxou en France, est un historien français spécialiste de la Première Guerre mondiale.

## Biographie
Nicolas Beaupré étudie successivement au lycée Henri-Poincaré de Nancy, où il est élève en classes préparatoires littéraires, à l'Université Nancy-II, à l'Université de Lille et à l'Université Paris-Nanterre. Il a aussi été doctorant et post-doctorant au Centre Marc-Bloch à Berlin, au CNRS et à l’Institut historique allemand de Paris. Il est agrégé et docteur en histoire ; il a soutenu en 2002 une thèse d’histoire consacrée aux écrivains combattants français et allemands de la Première Guerre mondiale.
Ancien maître de conférences en histoire contemporaine à l'Université Clermont Auvergne (anciennement université Blaise-Pascal) et au « Centre d’Histoire Espaces et Cultures » de Clermont-Ferrand, il est professeur à l'École nationale supérieure des sciences de l'information et des bibliothèques depuis 2021, où il co-dirige le master histoire, civilisation, patrimoine (culture de l'écrit et de l'image). Il est aussi membre junior honoraire de l'Institut universitaire de France (promotion 2010), et membre du comité directeur du Centre international de recherche de l'Historial de la Grande Guerre de Péronne (Somme).

## Publications

### Ouvrages
- 1914-1945. L’Ère de la guerre, vol. 1. 1914-1918. Violence, mobilisations, deuil, avec Anne Duménil et Christian Ingrao, Paris, Éditions Agnès Viénot, 2004, 299 p.  (ISBN 2-914645-42-2)
- 1914-1945. L’Ère de la guerre, vol. 2. 1939-1945. Nazisme, occupations, pratiques génocides, avec Anne Duménil et Christian Ingrao, Paris, Éditions Agnès Viénot, 2004, 301 p.  (ISBN 2-914645-54-6)
- Le Rhin, une géohistoire, Paris, La Documentation française, 2005, 63 p.  (ISBN 978-3-331-28044-0)
- Écrire en guerre, écrire la guerre. France, Allemagne, 1914-1920, Paris, CNRS Éditions, coll. « CNRS histoire », 2006, 292 p.  (ISBN 2-271-06433-3)[5], Ouvrage réédité sous le titre Écrits de guerre 1914-1918, Paris, CNRS éditions, coll. Biblis, 2013.

- Prix Joseph Saillet 2007 de l’Académie des sciences morales et politiques
- Prix Maurice Baumont 2007
- Prix Henri-Malherbe 2009
- L’Europe de Versailles à Maastricht. Visions, moments et acteurs des projets européens, avec Caroline Moine, Paris, Éditions Seli Arslan, coll. « Histoire, cultures et sociétés », 2007, 235 p.  (ISBN 978-2-84276-138-7)
- Le Traumatisme de la Grande guerre, 1918-1933, [« Das Trauma des Großen Krieges, 1918 bis 1933 »], Villeneuve d’Ascq, France, Presses Universitaires du Septentrion, 2012, 304 p.  (ISBN 978-2-7574-0383-9)

- Prix parlementaire franco-allemand 2013
- L’Époque contemporaine. Sources, Historiographie, Controverses, Enjeux, avec Sylvie Aprile, Christian Delacroix, Vincent Duclert et Michelle Zancarini-Fournel, Paris, Éditions Belin, coll. « Le Grand Atelier de l’Histoire de France », 2012, 384 p.  (ISBN 978-2-7011-6508-0)[7]
- Les grandes guerres, 1914-1945 (dir. Henry Rousso), Paris, Éditions Belin, 2012.
- La France en guerre. 1914-1918, Paris, Éditions Belin, coll. « Histoire », 2013, 224 p.  (ISBN 978-2-7011-8279-7)
- La Première Guerre mondiale (1912-1923), La documentation photographique, 2020, 64 p.  (ISBN 978-2-271-13220-8)

### Préfacier
- Fritz von Unruh, Le chemin du sacrifice, La Dernière Goutte Éditions, 2014.  (ISBN 978-2918619185)
- August Hermann Zeiz (de), Danse autour de la mort, La Dernière Goutte Éditions, 2016